# 埃多·穆里奇
埃多·穆里奇（1991年11月27日—），斯洛文尼亞籃球運動員，現在效力於塞爾維亞籃球聯賽貝爾格萊德游擊隊。他是斯洛文尼亞國家籃球隊的一員，代表斯洛文尼亞參加了2011年、2013年歐錦賽和2014年籃球世界杯。